# Superliga Brasileira de Voleibol Masculino de 2015 - Série B
A Superliga Brasileira de Voleibol Masculino de 2015 - Série B foi a quarta edição desta competição organizada pela Confederação Brasileira de Voleibol através da Unidade de Competições Nacionais. Trata-se da segunda divisão do Campeonato Brasileiro de Voleibol, a principal competição entre clubes de voleibol masculino do Brasil. Participaram do torneio oito equipes provenientes de cinco estados brasileiros: São Paulo, Minas Gerais, Rio Grande do Sul, Santa Catarina, Paraná e do Distrito Federal.

## Equipes participantes
Oito equipes participaram do torneio:
| Equipe          | Cidade          | Última participação | Temporada 2013/2014 |
| --------------- | --------------- | ------------------- | ------------------- |
| Santo André     | Santo André     | 2014                | 4º                  |
| Bento Vôlei     | Bento Gonçalves | 2014                | 5º                  |
| Blumenau        | Blumenau        | -                   | -                   |
| Foz do Iguaçu   | Foz do Iguaçu   | estreante           | -                   |
| Sada Cruzeiro B | Contagem        | 2014                | 3º                  |
| Sesi-SP B       | São Paulo       | 2014                | 7º                  |
| UPIS            | Brasília        | estreante           | -                   |
| Unicor          | Três Corações   | estreante           | -                   |

## Fase classificatória

### Classificação
- Vitória por 3 sets a 0 ou 3 a 1: 3 pontos para o vencedor;
- Vitória por 3 sets a 2: 2 pontos para o vencedor e 1 ponto para o perdedor.
- Não comparecimento, a equipe perde 2 pontos.
- Em caso de igualdade por pontos, os seguintes critérios servem como desempate: número de vitórias, razão de sets e razão de ralis.

Todas equipes são classificadas para os playoffs
|     |                 |     | Jogos | Jogos | Jogos | Resultados | Resultados | Resultados | Resultados | Resultados | Resultados | Sets | Sets | Sets  | Pontos | Pontos | Pontos |
| Pos | Equipe          | Pts | T     | V     | D     | 3–0        | 3–1        | 3–2        | 2–3        | 1–3        | 0–3        | V    | P    | R     | V      | P      | R      |
| --- | --------------- | --- | ----- | ----- | ----- | ---------- | ---------- | ---------- | ---------- | ---------- | ---------- | ---- | ---- | ----- | ------ | ------ | ------ |
| 1   | Bento Vôlei     | 18  | 7     | 7     | 0     | 1          | 3          | 3          | 0          | 0          | 0          | 21   | 9    | 2.333 | 702    | 601    | 1.168  |
| 2   | Sada Cruzeiro B | 14  | 7     | 4     | 3     | 1          | 3          | 0          | 2          | 1          | 0          | 17   | 12   | 1.417 | 579    | 566    | 1.023  |
| 3   | Blumenau        | 13  | 7     | 5     | 2     | 1          | 2          | 2          | 0          | 1          | 1          | 16   | 12   | 1.333 | 567    | 529    | 1.072  |
| 4   | Sesi-SP B       | 13  | 7     | 4     | 3     | 2          | 2          | 0          | 1          | 2          | 0          | 16   | 11   | 1.455 | 534    | 620    | 0.861  |
| 5   | Santo André     | 13  | 7     | 4     | 3     | 0          | 4          | 0          | 1          | 0          | 2          | 14   | 13   | 1.077 | 621    | 525    | 1.183  |
| 6   | Foz do Iguaçu   | 6   | 7     | 2     | 5     | 0          | 1          | 1          | 1          | 2          | 2          | 10   | 18   | 0.556 | 537    | 589    | 0.912  |
| 7   | Unincor         | 5   | 7     | 2     | 5     | 1          | 0          | 1          | 0          | 5          | 0          | 11   | 17   | 0.647 | 558    | 606    | 0.921  |
| 8   | UPIS            | 2   | 7     | 0     | 7     | 0          | 0          | 0          | 2          | 4          | 1          | 8    | 21   | 0.381 | 554    | 614    | 0.902  |

### Resultados
Para um dado resultado encontrado nesta tabela, a linha se refere ao mandante e a coluna, ao visitante.
|                     | STA | BVL | BVC | PFI | SAD | SES | UPI | UNI | Pos |
| STA Santo André     |     |     |     | 3-1 | 3-1 | 0-3 |     |     |     |
| BVL Bento Vôlei     | 3-2 |     | 3-1 |     | 3-2 |     |     |     |     |
| BVC Blumenau        |     |     |     |     | 3-2 |     | 3-1 | 3-1 |     |
| PFI Foz do Iguaçu   |     | 0-3 | 2-3 |     |     | 3-2 |     |     |     |
| SAD Sada Cruzeiro B |     |     |     | 3-1 |     | 3-1 | 3-0 |     |     |
| SES Sesi-SP B       |     |     | 3-0 |     |     |     | 3-1 | 3-1 |     |
| UPI UPIS            | 1-3 | 2-3 |     |     |     |     |     | 2-3 |     |
| UNI Unicor          | 1-3 | 1-3 |     | 3-0 |     |     |     |     |     |

## Playoffs
|  | Quartas de final | Quartas de final | Quartas de final | Quartas de final | Quartas de final |           |               | Semifinais | Semifinais | Semifinais | Semifinais |             |   | Final | Final | Final | Final | Final | Final | Final | Final | Final | Final |
|  |                  |                  |                  |                  |                  |           |               |            |            |            |            |             |   |       |       |       |       |       |       |       |       |       |       |
|  | 1                | Bento Vôlei      | 3                | 3                | -                |           |               |            |            |            |            |             |   |       |       |       |       |       |       |       |       |       |       |
|  | 8                | Brasília         | 0                | 0                | -                |           |               |            |            |            |            |             |   |       |       |       |       |       |       |       |       |       |       |
|  | 8                | Brasília         | 0                | 0                | -                |           | Bento Vôlei   | 3          | 3          | -          |            |             |   |       |       |       |       |       |       |       |       |       |       |
|  |                  |                  |                  |                  |                  |           | Bento Vôlei   | 3          | 3          | -          |            |             |   |       |       |       |       |       |       |       |       |       |       |
|  |                  | Foz do Iguaçu    | 1                | 0                | -                |           |               |            |            |            |            |             |   |       |       |       |       |       |       |       |       |       |       |
|  | 4                | Foz do Iguaçu    | 1                | 0                | -                | Blumenau  | 1             | 3          | 1          |            |            |             |   |       |       |       |       |       |       |       |       |       |       |
|  | 4                |                  |                  |                  |                  | Blumenau  | 1             | 3          | 1          |            |            |             |   |       |       |       |       |       |       |       |       |       |       |
|  | 5                | Foz do Iguaçu    | 3                | 0                | 3                |           |               |            |            |            |            |             |   |       |       |       |       |       |       |       |       |       |       |
|  | 5                | Foz do Iguaçu    | 3                | 0                | 3                |           |               |            |            |            |            | Bento Vôlei | 2 |       |       |       |       |       |       |       |       |       |       |
|  |                  |                  |                  |                  |                  |           |               |            |            |            |            |             | 2 |       |       |       |       |       |       |       |       |       |       |
|  |                  | Sada Cruzeiro    | 3                |                  |                  |           |               |            |            |            |            |             |   |       |       |       |       |       |       |       |       |       |       |
|  | 3                | Sada Cruzeiro    | 3                | Sada Cruzeiro    | 3                | 3         | -             |            |            |            |            |             |   |       |       |       |       |       |       |       |       |       |       |
|  | 3                |                  |                  | Sada Cruzeiro    | 3                | 3         | -             |            |            |            |            |             |   |       |       |       |       |       |       |       |       |       |       |
|  | 6                | Unicor           | 2                | 1                | -                |           |               |            |            |            |            |             |   |       |       |       |       |       |       |       |       |       |       |
|  | 6                | Unicor           | 2                | 1                | -                |           | Sada Cruzeiro | 2          | 3          | 3          |            |             |   |       |       |       |       |       |       |       |       |       |       |
|  |                  |                  |                  |                  |                  |           | Sada Cruzeiro | 2          | 3          | 3          |            |             |   |       |       |       |       |       |       |       |       |       |       |
|  |                  | Sesi-SP B        | 3                | 1                | 1                |           |               |            |            |            |            |             |   |       |       |       |       |       |       |       |       |       |       |
|  | 2                | Sesi-SP B        | 3                | 1                | 1                | Sesi-SP B | 0             | 3          | 3          |            |            |             |   |       |       |       |       |       |       |       |       |       |       |
|  | 2                |                  |                  |                  |                  | Sesi-SP B | 0             | 3          | 3          |            |            |             |   |       |       |       |       |       |       |       |       |       |       |
|  | 7                | Santo André      | 3                | 2                | 2                |           |               |            |            |            |            |             |   |       |       |       |       |       |       |       |       |       |       |
|  | 7                | Santo André      | 3                | 2                | 2                |           |               |            |            |            |            |             |   |       |       |       |       |       |       |       |       |       |       |

### Quartas de final

#### Chave A
Ida
| Data   |             | Placar |      | 1º Set | 2º Set | 3º Set | 4º Set | 5º Set | Total |
| ------ | ----------- | ------ | ---- | ------ | ------ | ------ | ------ | ------ | ----- |
| 19 mar | Bento Vôlei | 3 - 0  | UPIS | 25-9   | 25-20  | 25-16  |        |        | 75-45 |

Volta
| Data   |             | Placar |      | 1º Set | 2º Set | 3º Set | 4º Set | 5º Set | Total |
| ------ | ----------- | ------ | ---- | ------ | ------ | ------ | ------ | ------ | ----- |
| 21 mar | Bento Vôlei | 3 - 0  | UPIS | 25-23  | 25-15  | 28-26  |        |        | 78-64 |

#### Chave B
Ida
| Data   |             | Placar |           | 1º Set | 2º Set | 3º Set | 4º Set | 5º Set | Total |
| ------ | ----------- | ------ | --------- | ------ | ------ | ------ | ------ | ------ | ----- |
| 18 mar | Santo André | 3 - 0  | Sesi-SP B | 25-23  | 25-21  | 25-22  |        |        | 75-66 |

Volta
| Data   |           | Placar |             | 1º Set | 2º Set | 3º Set | 4º Set | 5º Set | Total  |
| ------ | --------- | ------ | ----------- | ------ | ------ | ------ | ------ | ------ | ------ |
| 21 mar | Sesi-SP B | 3 - 2  | Santo André | 25-22  | 20-25  | 25-18  | 10-25  | 15-13  | 95-103 |

Terceiro jogo
| Data   |           | Placar |             | 1º Set | 2º Set | 3º Set | 4º Set | 5º Set | Total   |
| ------ | --------- | ------ | ----------- | ------ | ------ | ------ | ------ | ------ | ------- |
| 22 mar | Sesi-SP B | 3 - 2  | Santo André | 25-23  | 25-22  | 22-25  | 22-25  | 15-12  | 109-107 |

#### Chave C
Ida
| Data   |               | Placar |          | 1º Set | 2º Set | 3º Set | 4º Set | 5º Set | Total |
| ------ | ------------- | ------ | -------- | ------ | ------ | ------ | ------ | ------ | ----- |
| 18 mar | Foz do Iguaçu | 3 - 1  | Blumenau | 25-22  | 25-17  | 19-25  | 25-23  |        | 94-87 |

Volta
| Data   |          | Placar |               | 1º Set | 2º Set | 3º Set | 4º Set | 5º Set | Total |
| ------ | -------- | ------ | ------------- | ------ | ------ | ------ | ------ | ------ | ----- |
| 21 mar | Blumenau | 3 - 0  | Foz do Iguaçu | 25-21  | 25-29  | 25-14  |        |        | 75-54 |

Terceiro jogo
| Data   |          | Placar |               | 1º Set | 2º Set | 3º Set | 4º Set | 5º Set | Total |
| ------ | -------- | ------ | ------------- | ------ | ------ | ------ | ------ | ------ | ----- |
| 22 mar | Blumenau | 1 - 3  | Foz do Iguaçu | 24-26  | 25-12  | 23-25  | 21-25  |        | 93-88 |

#### Chave D
Ida
| Data   |        | Placar |                 | 1º Set | 2º Set | 3º Set | 4º Set | 5º Set | Total   |
| ------ | ------ | ------ | --------------- | ------ | ------ | ------ | ------ | ------ | ------- |
| 18 mar | Unicor | 2 - 3  | Sada Cruzeiro B | 25-20  | 25-18  | 20-25  | 24-26  | 12-15  | 106-104 |

Volta
| Data   |               | Placar |        | 1º Set | 2º Set | 3º Set | 4º Set | 5º Set | Total  |
| ------ | ------------- | ------ | ------ | ------ | ------ | ------ | ------ | ------ | ------ |
| 21 mar | Sada Cruzeiro | 3 - 1  | Unicor | 25-23  | 23-25  | 29-27  | 26-24  |        | 103-99 |

### Semifinais

#### Chave E
Ida
| Data   |               | Placar |             | 1º Set | 2º Set | 3º Set | 4º Set | 5º Set | Total |
| ------ | ------------- | ------ | ----------- | ------ | ------ | ------ | ------ | ------ | ----- |
| 25 mar | Foz do Iguaçu | 1 - 3  | Bento Vôlei | 25-23  | 20-25  | 14-25  | 18-25  |        | 77-98 |

Volta
| Data   |             | Placar |               | 1º Set | 2º Set | 3º Set | 4º Set | 5º Set | Total |
| ------ | ----------- | ------ | ------------- | ------ | ------ | ------ | ------ | ------ | ----- |
| 28 mar | Bento Vôlei | 3 - 0  | Foz do Iguaçu | 25-21  | 25-15  | 25-20  |        |        | 75-56 |

#### Chave F
Ida
| Data   |           | Placar |               | 1º Set | 2º Set | 3º Set | 4º Set | 5º Set | Total   |
| ------ | --------- | ------ | ------------- | ------ | ------ | ------ | ------ | ------ | ------- |
| 25 mar | Sesi-SP B | 3 - 2  | Sada Cruzeiro | 32-34  | 20-25  | 25-23  | 25-23  | 15-13  | 117-118 |

Volta
| Data   |               | Placar |           | 1º Set | 2º Set | 3º Set | 4º Set | 5º Set | Total |
| ------ | ------------- | ------ | --------- | ------ | ------ | ------ | ------ | ------ | ----- |
| 28 mar | Sada Cruzeiro | 3 - 1  | Sesi-SP B | 25-22  | 18-25  | 25-16  | 25-17  |        | 93-80 |

Terceiro jogo
| Data   |               | Placar |           | 1º Set | 2º Set | 3º Set | 4º Set | 5º Set | Total |
| ------ | ------------- | ------ | --------- | ------ | ------ | ------ | ------ | ------ | ----- |
| 28 mar | Sada Cruzeiro | 3 - 1  | Sesi-SP B | 25-18  | 21-25  | 25-19  | 25-18  |        |       |

### Final

#### Chave G
| Data   |             | Placar |               | 1º Set | 2º Set | 3º Set | 4º Set | 5º Set | Total   |
| ------ | ----------- | ------ | ------------- | ------ | ------ | ------ | ------ | ------ | ------- |
| 04 abr | Bento Vôlei | 2 - 3  | Sada Cruzeiro | 20-25  | 26-24  | 25-17  | 17-25  | 13-15  | 101-106 |

## Classificação Geral
|  | Equipe campeã                           |
|  | Equipe vice-campeã                      |
|  | Eliminados nas semi-finais              |
|  | Equipes eliminadas nas quartas-de-final |

Todas as partidas são contabilizadas
|     |                 |     | Jogos | Jogos | Jogos | Resultados | Resultados | Resultados | Resultados | Resultados | Resultados | Sets | Sets | Sets  | Pontos | Pontos | Pontos |
| Pos | Equipe          | Pts | T     | V     | D     | 3–0        | 3–1        | 3–2        | 2–3        | 1–3        | 0–3        | V    | P    | R     | V      | P      | R      |
| --- | --------------- | --- | ----- | ----- | ----- | ---------- | ---------- | ---------- | ---------- | ---------- | ---------- | ---- | ---- | ----- | ------ | ------ | ------ |
| 1   | Sada Cruzeiro B | 28  | 13    | 9     | 4     | 1          | 6          | 2          | 3          | 1          | 0          | 34   | 22   | 1.545 | 1194   | 1167   | 1.023  |
| 2   | Bento Vôlei     | 31  | 12    | 11    | 1     | 4          | 4          | 3          | 1          | 0          | 0          | 35   | 13   | 2.692 | 1130   | 891    | 1.268  |
| 3   | Sesi-SP B       | 19  | 13    | 7     | 6     | 2          | 2          | 3          | 1          | 3          | 2          | 26   | 26   | 1,000 | 1100   | 1269   | 0.867  |
| 4   | Foz do Iguaçu   | 9   | 10    | 3     | 7     | 0          | 2          | 1          | 1          | 3          | 3          | 14   | 25   | 0.560 | 906    | 998    | 0.908  |
| 5   | Santo André     | 18  | 10    | 5     | 5     | 1          | 4          | 0          | 3          | 0          | 2          | 21   | 19   | 1.105 | 906    | 795    | 1.140  |
| 6   | Blumenau        | 16  | 10    | 6     | 4     | 2          | 2          | 2          | 0          | 3          | 1          | 21   | 18   | 1.167 | 822    | 765    | 1.075  |
| 7   | Unincor         | 6   | 9     | 2     | 7     | 1          | 0          | 1          | 1          | 6          | 0          | 14   | 23   | 0.609 | 763    | 813    | 0.938  |
| 8   | UPIS            | 2   | 9     | 0     | 9     | 0          | 0          | 0          | 2          | 4          | 3          | 8    | 27   | 0.296 | 664    | 767    | 0.866  |